# 馮禎
馮禎，綏德衛人，明朝軍事將領。
馮禎起家卒伍，累功為本衛指揮僉事。孝宗弘治末年，擢署都指揮僉事，守備偏頭關。后擔任參將，分守寧夏西路，以勇敢聞名。安化王朱寘鐇謀反時，馮禎馳奏報告。事后進署都指揮同知。不久，擢為副總兵，協守延綏。武宗正德六年（1511年），中原發生盜亂，他率領所部前往討伐，在阜城破敵并解曹州之圍，因功進升為都督僉事。次年，再次率領副總兵時源，參將神周、金輔擊敗劉惠、趙鐩叛亂。之後因官軍內部不協，馮禎力戰而亡。贈洛南伯，賜祭葬，授其子馮大金為都督僉事。